# Saint-Lubin-de-Cravant
Saint-Lubin-de-Cravant – miejscowość i gmina we Francji, w Regionie Centralnym, w departamencie Eure-et-Loir.
Według danych na rok 1990 gminę zamieszkiwało 48 osób, a gęstość zaludnienia wynosiła 7 osób/km² (wśród 1842 gmin Regionu Centralnego Saint-Lubin-de-Cravant plasuje się na 1065. miejscu pod względem liczby ludności, natomiast pod względem powierzchni na miejscu 1291.).